# Basileuterus tristriatus
La reinita cabecilistada (Basileuterus tristriatus), también denominada chiví de tres rayas (en Venezuela), reinita de cabeza listada (en Perú), reinita trirrayada (en Ecuador) o arañero cabecirrayado (en Colombia),  es una especie de ave paseriforme de la familia Parulidae perteneciente al género Basileuterus. Es nativa de regiones andinas y adyacencias del norte, noroeste y oeste de América del Sur.

## Distribución y hábitat
Se distribuye ampliamente desde el norte de Venezuela (península de Paria y cordillera de la Costa), y a lo largo de la cordillera de los Andes y adyacencias desde el noroeste de Venezuela, por las tres cadenas de Colombia, ambas pendientes de Ecuador, y por la pendiente oriental hasta el sureste de Perú.
Esta especie es considerada bastante común a común en sus hábitats naturales: las selvas húmedas submontanas o montanas bajas en la zona subtropical, también en los bordes del bosque y en crecimientos secundarios bien desarrollados, entre 300 y 2700 m de altitud, más común entre 1000 y 2000 m.

## Descripción
Mide un promedio de 13 cm de longitud. Es principalmente de color oliváceo en las partes superiores, con las partes inferiores de color ante. Tiene el rostro y el píleo listados en blanco y negro. Los machos y las hembras tienen un plumaje similar.

## Sistemática

### Descripción original
La especie B. tristriatus fue descrita por primera vez por el naturalista suizo Johann Jakob von Tschudi en 1844 bajo el nombre científico Myiodioctes tristriatus; su localidad tipo es: «Perú, restringido posteriormente para valle de Vitoc, Junín, Perú.

### Etimología
El nombre genérico masculino «Basileuterus» proviene del griego «basileuteros» (derivado de «basileus», que significa ‘rey’) aplicado por Aristóteles a un pequeño pájaro generalmente identificado como un Troglodytes, pero que también se conjetura podría ser un Phylloscopus o un Regulus; y el nombre de la especie «tristriatus», se compone de las palabras del latín «tri» que significa ‘tres’, y «striatus» que significa ‘estriado’.

### Taxonomía
Las especies reinita costarricense Basileuterus melanotis y reinita de Tacarcuna Basileuterus tacarcunae fueron tradicionalmente tratadas como subespecies dentro del complejo de subespecies de la presente, pero los estudios genéticos y las diferencias de vocalización comprobaron tratarse de tres especies diferentes; posteriormente, con base en los mismos estudios, y a pesar de la débil diferencia de plumaje, también se comprobó la separación de la reinita de Yungas (Basileuterus punctipectus).

### Subespecies
Según las clasificaciones del Congreso Ornitológico Internacional (IOC) y Clements Checklist/eBird se reconocen ocho subespecies, con su correspondiente distribución geográfica, que varían principalmente en el color y el tono de las partes inferiores, cantidad de negro en la mejilla, y color de la corona.
- Basileuterus tristriatus sanlucasensis Salaman, 2015 – Serranía de San Lucas, centro norte de Colombia.
- Basileuterus tristriatus daedalus Bangs, 1908 – Andes occidentales y pendiente occidental de los Andes centrales en Colombia (al sur desde Antioquia) y Ecuador (al sur hasta Cañar).
- Basileuterus tristriatus auricularis Sharpe, 1885 – Andes orientales y pendiente oriental de los Andes centrales en Colombia y adyacente suroeste de Venezuela (Zulia y Táchira).
- Basileuterus tristriatus meridanus Sharpe, 1885 – Andes del oeste de Venezuela (Lara hasta Táchira).
- Basileuterus tristriatus bessereri Hellmayr, 1922 – cordillera de la Costa del norte de Venezuela (desde Yaracuy hasta Miranda).
- Basileuterus tristriatus pariae Phelps, Sr & Phelps, Jr, 1949 – península de Paria (Cerro Azul y Cerro Humo), en el noreste de Venezuela.
- Basileuterus tristriatus baezae Chapman, 1924 – pendiente oriental de los Andes en Ecuador (al sur hasta el este de Chimborazo y oeste de Morona Santiago).
- Basileuterus tristriatus tristriatus (Tschudi), 1844 – Andes desde el sur de Ecuador (Loja y Zamora Chinchipe) al sur hasta el centro de Perú (Cuzco).